# Rynek konsumenta
Rynek konsumenta (odbiorcy) – sytuacja rynkowa, w której odbiorcy, ze względu na nadwyżkę podaży określonego dobra (podaż jest większa od popytu), znajdują się na lepszej taktycznie pozycji w stosunku do producentów tego dobra. Odbiorcy, mając możliwość wyboru produktów spośród wytwarzanych przez różnych producentów i oferowanych przez różnych sprzedawców, poszukują oferty najlepiej spełniającej ich oczekiwania. Sprzedawcy muszą zabiegać o pozyskanie sobie nabywców i konkurują między sobą. Na konkurencji między producentami korzystają konsumenci otrzymując produkty tańsze i wyższej jakości.
Sytuacja rynku konsumenta zmusza producentów do innowacji w produktach, które zaspokajają zmieniające się potrzeby klientów. Rynek konsumenta jest przeciwieństwem rynku producenta.